# 面塑

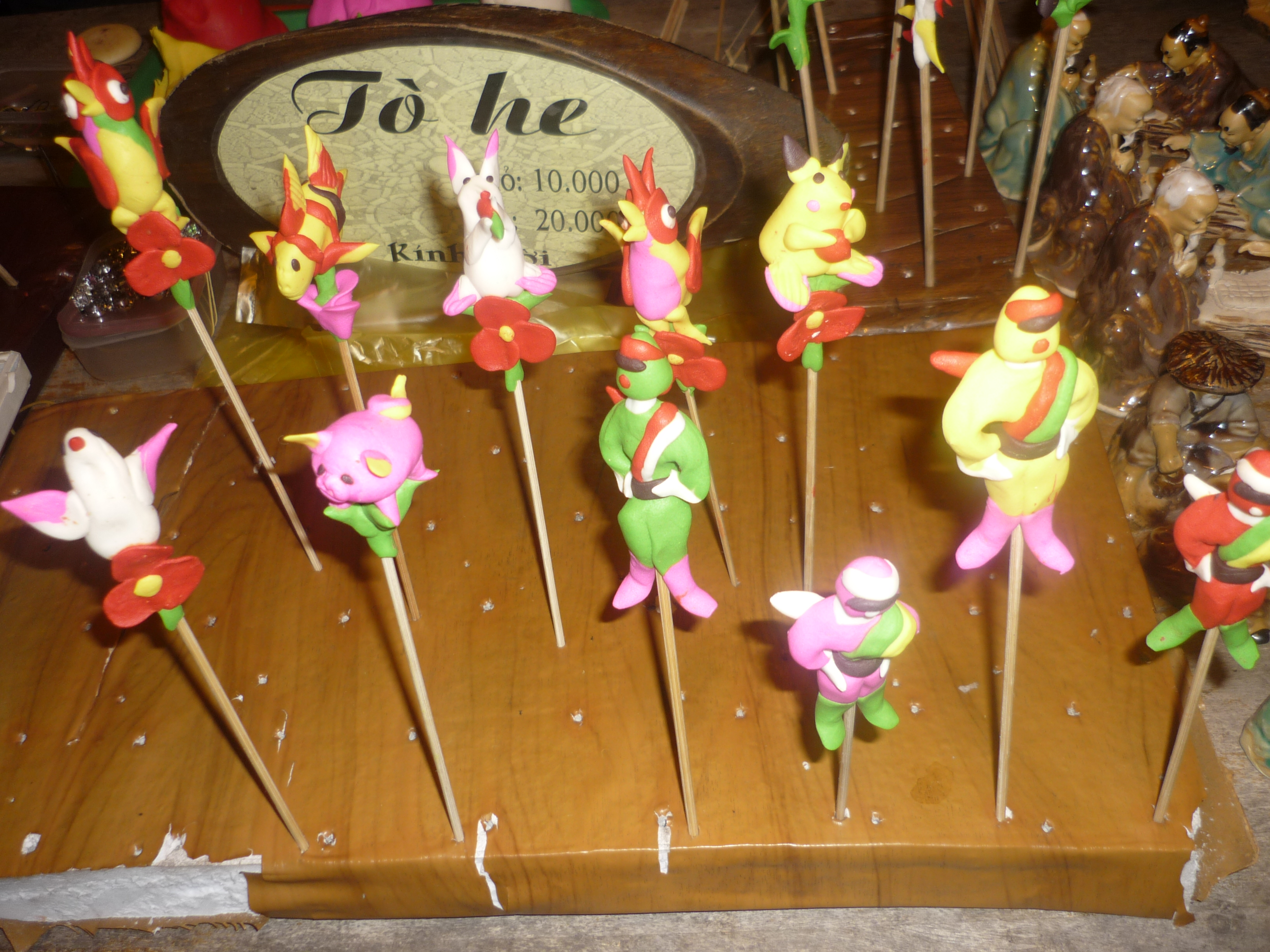
越南麵塑

面塑是一種發源於古代中国，並傳至廣東、臺灣和越南的民间艺术门类，其主要原料是面粉和糯米粉。艺术家在其中添加颜料，混合后捏出人物禽鸟等造型。可供食用或收藏。常見於廟會、傳統節日等。後來又傳至海外華人、京族人聚居地。
麵塑藝人根據所需隨手取材，在手中捏、搓、揉、掀，用小竹刀點、切、刻、畫

## 新加坡中式面塑
有華人麵塑師移民到東南亞，面塑手藝隨之傳至東南亞。至于每至舊曆春節，廟會主辦者會從中國邀请包括面塑艺人表演，鲜少使用現代或新加坡文化主題的作品。
新加坡本土面塑艺人的，有曾在牛车水街边摆摊，兼做中国结的某女艺人，及在义豐城底層展卖的另一位女手艺人，此外，一对老夫妇经国家艺术理事会颁发的合格面塑表演证，有时周末傍晚可在克拉码头一带看到。他们也不时到滨海摩天轮的路边摊小贩中心现场制作和展卖。